# Vijgenmot
De vijgenmot (Cadra figulilella) is een vlinder uit de familie snuitmotten (Pyralidae). De wetenschappelijke naam is voor het eerst geldig gepubliceerd in 1871 door Gregson.
De soort komt voor in Europa.